# هایتاون (ویرجینیا)
هایتاون (به انگلیسی: Hightown) یک منطقهٔ مسکونی در ایالات متحده آمریکا است که در شهرستان هایلند، ویرجینیا واقع شده‌است. هایتاون ۹۵۱٫۹ متر بالاتر از سطح دریا واقع شده‌است.